# Troepiaalbrug
De Troepiaalbrug (brug 1156) is een bouwkundig kunstwerk in Amsterdam-Zuidoost.

## Versie 1
Rond 1968 werd druk gewerkt aan de infrastructuur van de toekomstige wijk, wat onder meer zou leiden tot de opening van de Bijlmerdreef. Tussen de Dolingadreef (west) en een afwateringstocht (oost, sinds 1997 Troepiaalsingel geheten) werd een lang viaduct gebouw (brug 1013) met een zijtak in de vorm van de Flierbosdreef.  Deze route, aangegeven met dreef was alleen toegankelijk voor gemotoriseerd verkeer en lag daarom op een dijklichaam, conform de inrichting van verkeer in de hele wijk. Ongeveer tegelijkertijd werden voor langzaam en plaatselijk verkeer aan het oosteinde over die afwateringstocht twee kleinere vaste bruggen op maaiveldniveau neergelegd in de vorm van een brug en een duiker, resp. brug 1156 en brug 1155. Brug 1156 had het uiterlijk van zoveel andere bruggen in de buurt. De brug legde verbinding tussen twee delen van het Bijlmerplein aan beide zijden van die waterweg; op een van die terreinen lag immers het Aanloopcentrum (1968-1976). Het Aanloopcentrum verdween en het terrein kwam braak te liggen; op de terreinen kwam in de jaren negentig de wijk Vogeltjeswei met een nieuwe verbinding naar het Bijlmerplein (brug 1098). De brug 1157 werd daarbij overbodig en verdween.

## Versie 2
Het lange viaduct 1013, ontworpen door Dirk Sterenberg van de Dienst der Publieke Werken,  werd in de loop der jaren steeds minder als zodanig herkenbaar. De open ruimten tussen de blokvormige pijlers werden opgevuld met afgesloten bedrijfsruimten. Een brede trap tussen Bijlmerplein en -dreef werd bijvoorbeeld de plaats van het Monument voor Anton de Kom en trappen om het hoogteverschil te overbruggen. Een deel bleef wel als brug herkenbaar omdat dat deel over de afwateringstocht lag. Ook na ingrijpende maatregelen rondom de Bijlmerdreef (het oostelijk deel werd afgegraven) bleef ze herkenbaar. Ze kreeg daarbij wel een nieuw uiterlijk, maar de basis van brug 1013 is in 2022 nog steeds zichtbaar, zeker aan de noordkant waar de randplaten uit de jaren zestig en typisch voor de bruggen van Sterenberg nog zichtbaar zijn. Aan de onderzijde werd ook hier een deel afgeschermd met hekwerk, onder het westelijk deel van de brug werd een parkeergarage geïnstalleerd. Naar het oosten toe komt dan de waterweg en daarna een fiets- en voetpad.     
De brug ging vanaf oplevering naamloos door het leven; ze kreeg haar naam pas in 2018 toen gemeente Amsterdam tientallen bruggen voorzag van een naam ter opname in de Basisregistratie Adressen en Gebouwen. De vernoemingen vonden bijna allemaal plaats richting de onderliggende paden, zoals hier de Troepiaalsingel, op haar beurt vernoemd naar (een vogel uit de familie van) de troepialen, een familie van zangvogels. De gemeente omschrijft 'de troepiaal' als een felgekleurde vogel die vaak in grote zwermen (troepen) vliegt en samenleeft.

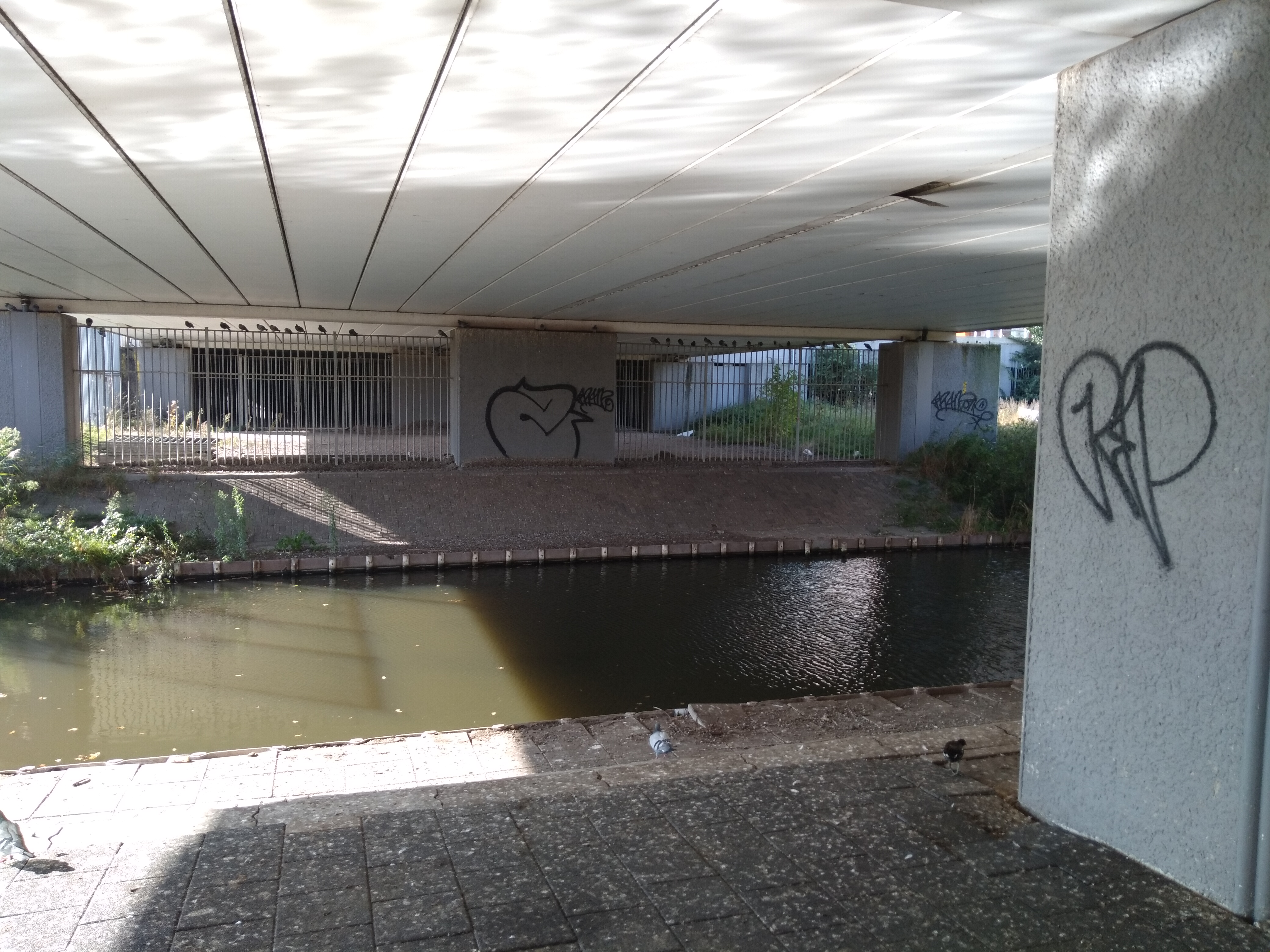
Onderzijde Troepiaalbrug (oktober 2021)

<<< · 1100 · 1101 · 1107 · 1008 · 1009 · 1110 · 1111 · 1119 · 1121 · 1122 · 1123 · 1124 · 1125 · 1126 · 1127 · 1128 · 1129 · 1130 · 1131 · 1132 · 1133 · 1134 · 1135 · 1139 · 1140 · 1141 · 1142 · 1143 · 1144 · 1145 · 1146 · 1148 · 1149 · 1150 · 1151 · 1152 · 1153 · 1154 · 1155 · 1156 · 1157 · 1159 · 1162 · 1163 · 1164 · 1165 · 1167 · 1170 · 1171 · 1172 · 1173 · 1174 · 1175 · 1176 · 1177 · 1179 · 1180 · 1181 · 1182 · 1183 · 1184 · 1186 · 1187 · 1188 · 1189 · 1190 · 1191 · 1192 · 1193 · 1194 · 1195 · 1196 · 1197 · 1198 · 1199 · >>>
Brugnummers 1102-1106 (gesloopt), 1112-1118 (gesloopt), 1120, 1136-1138, 1145, 1147, 1158 (onbekend), 1160, 1161, 1166, 1168, 1169, 1178 en 1185 (voetbrug Bijlmerweide bouw 1970, sloop 2015) zijn niet (meer) vergeven.